# Grammoechus seriatus
Grammoechus seriatus är en skalbaggsart som beskrevs av Holzschuh 2003. Grammoechus seriatus ingår i släktet Grammoechus och familjen långhorningar. Inga underarter finns listade i Catalogue of Life.